# Cleanin’ Out My Closet
Cleanin’ Out My Closet – singiel amerykańskiego rapera Eminema. Utwór został nagrany w 2002 roku i znajduje się na albumie The Eminem Show. Raper sarkastycznie przeprasza w niej swoją matkę za wszystkie krzywdy jakie jej wyrządził.